# Commelina communis
Espèce
Classification APG III (2009)
Commelina communis, la Comméline commune, est une espèce de plante herbacée de la famille des Commelinaceae.

## Description

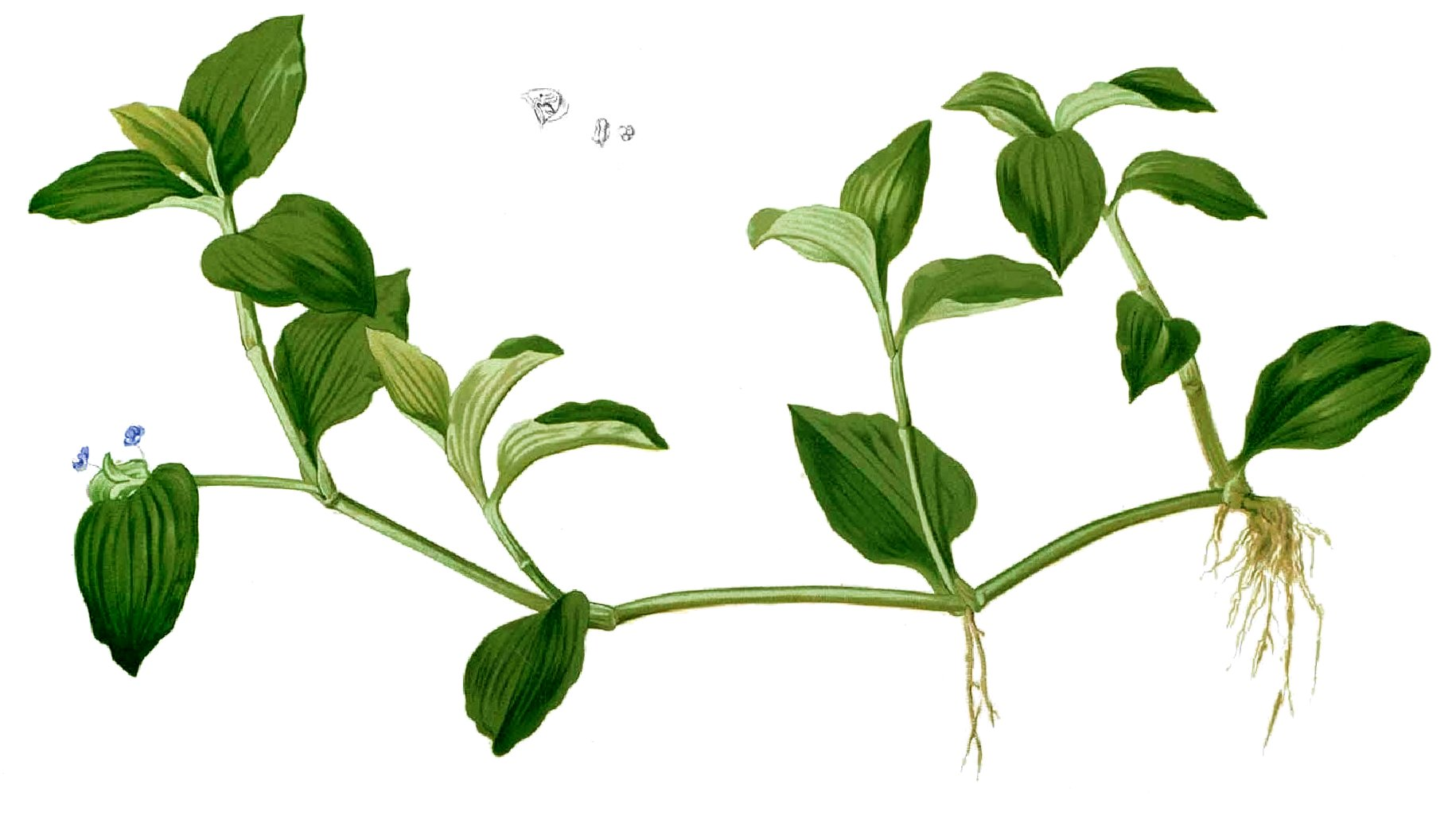
Illustration.

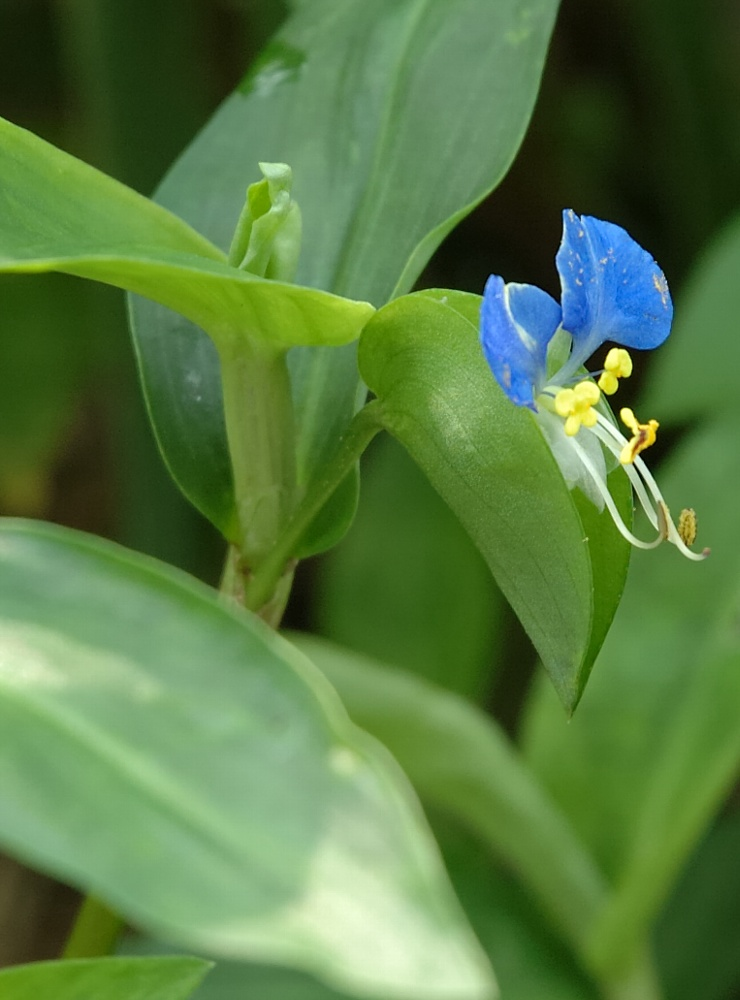
Commelina communis Comméline commune.

## Distribution et habitat

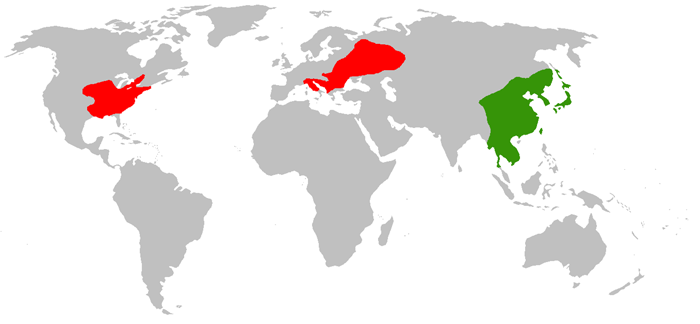
Vert = natif, rouge = introduit.

L'aire de distribution de la comméline commune correspond à la partie orientale de l'Asie. On la retrouve en Chine, en Corée, au Japon, à Taïwan ainsi que dans l'Extrême-Orient russe.

## Usages
Elle est broutée par les herbivores, ses graines sont quelquefois consommées par des oiseaux.
Dépolluante:
On a remarqué que la comméline peut pousser sur des terres chargées de métaux lourds. Elle fait figure de bonne candidate pour la dépollution des eaux et sols chargés entre autres en cuivre.

### Médecine et alimentation
En cuisine
En Asie, fleurs et feuillage des jeunes pousses sont consommées crues ou cuites.
En médecine
La comméline est utilisée dans la pharmacopée asiatique contre la fièvre, la toux et en tant qu'anti-inflammatoire.
Des recherches ont mis en évidence la présence de constituants antitussifs et antibactériens (Tang XY, Zhou MH, Zhang ZH, Zhang YB. 1994).
La plante est aussi utilisée occasionnellement comme fourrage.

### Pigment et colorant

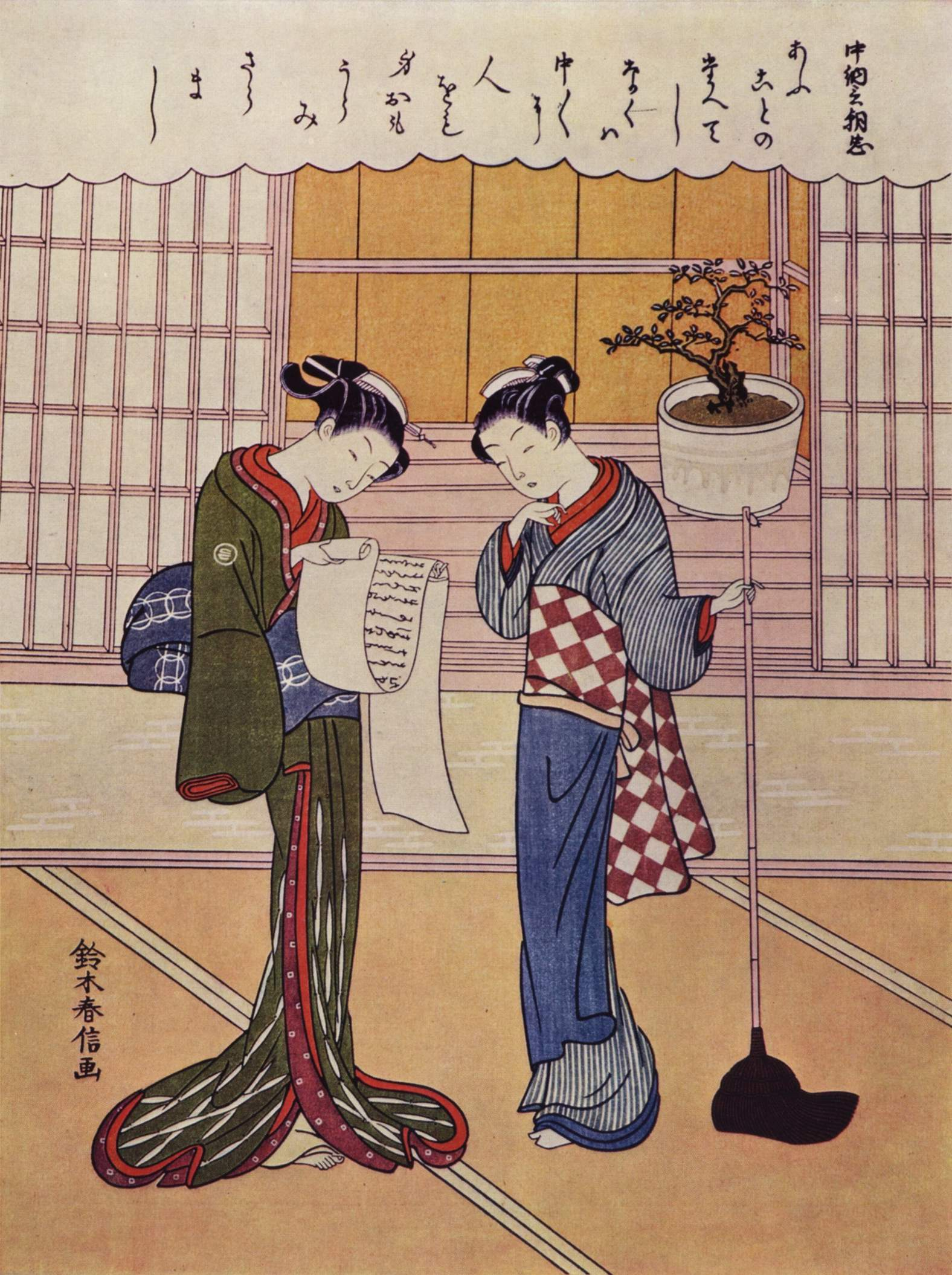
Estampe japonaise ukiyo-e sur bois en couleurs par Suzuki Harunobu.

Les agents colorants bleus des pétales de comméline servaient à teinter les kimonos.

## Images

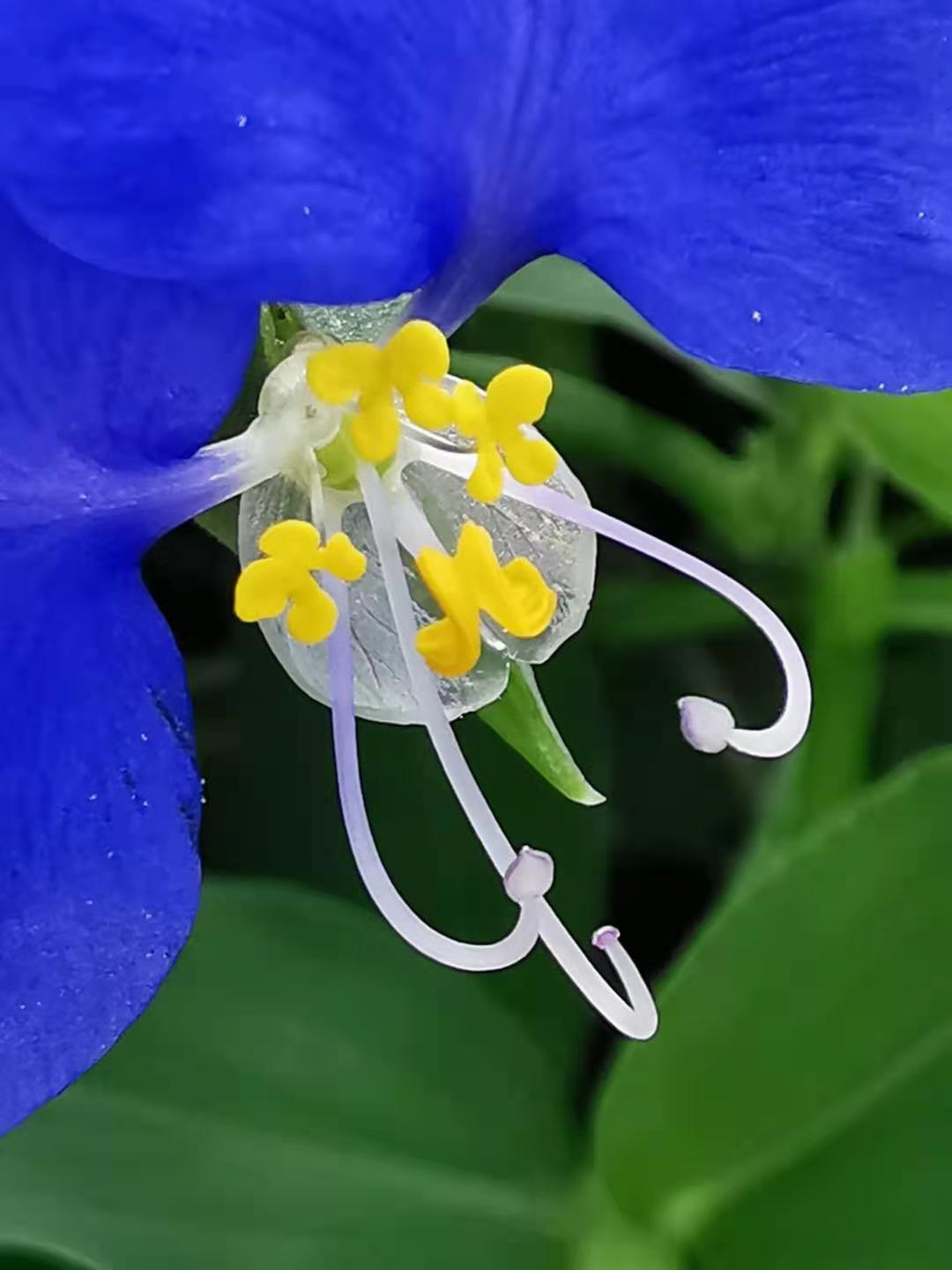
Les trois étamines fertiles sur la partie inférieure et les trois étamines stériles sur la partie supérieure.
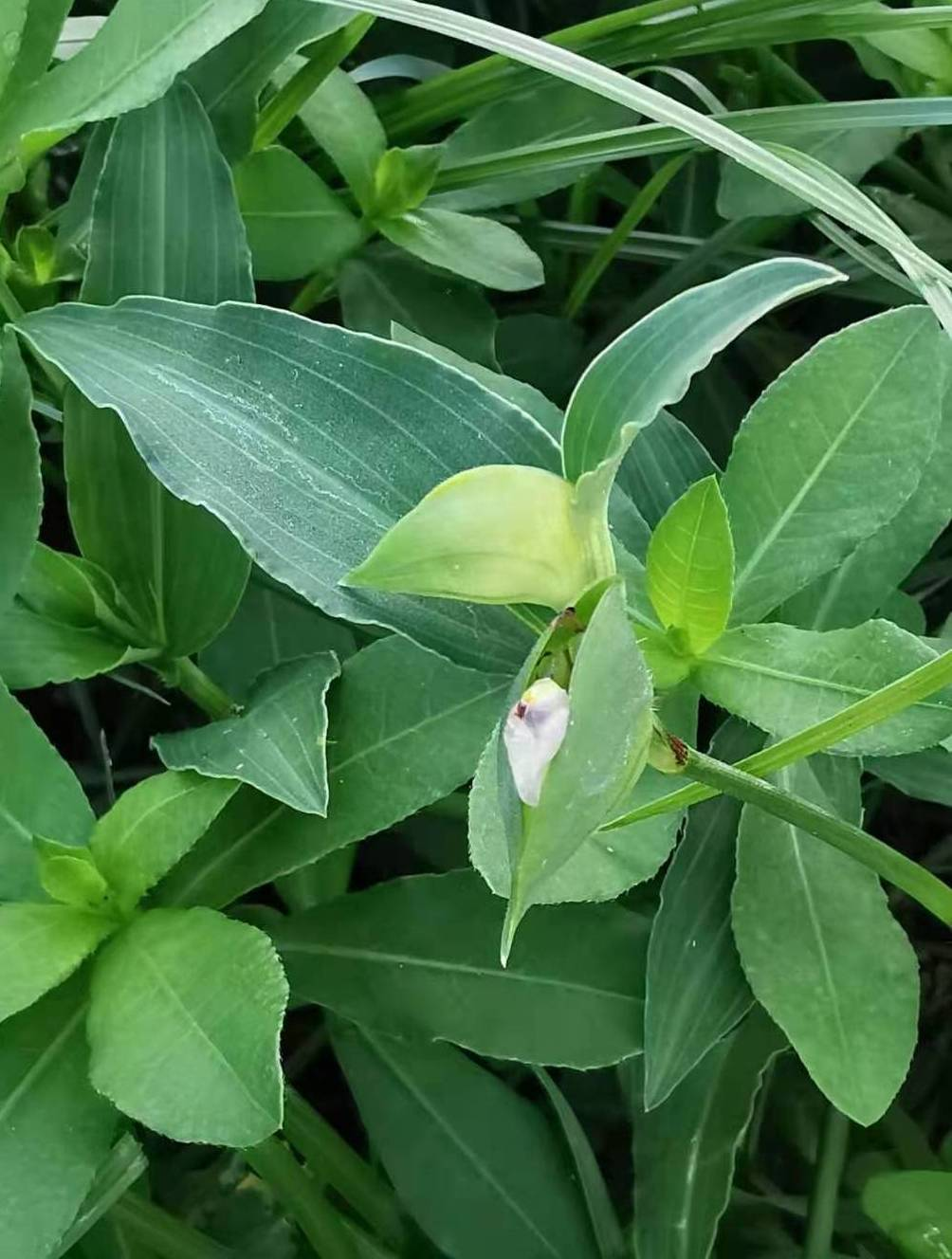
La membrane protégeant le bourgeon.
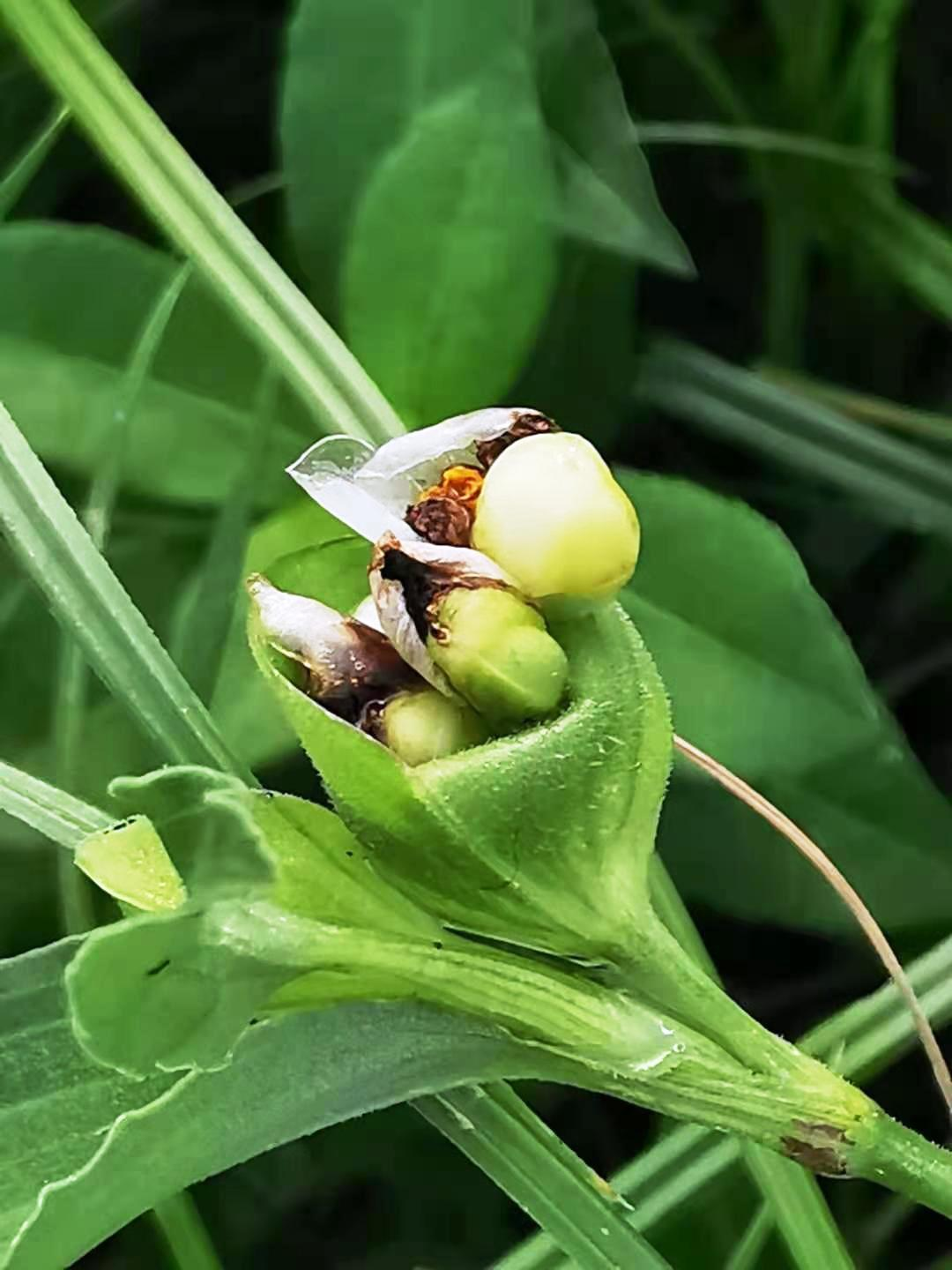
La membrane protégeant le fruit.
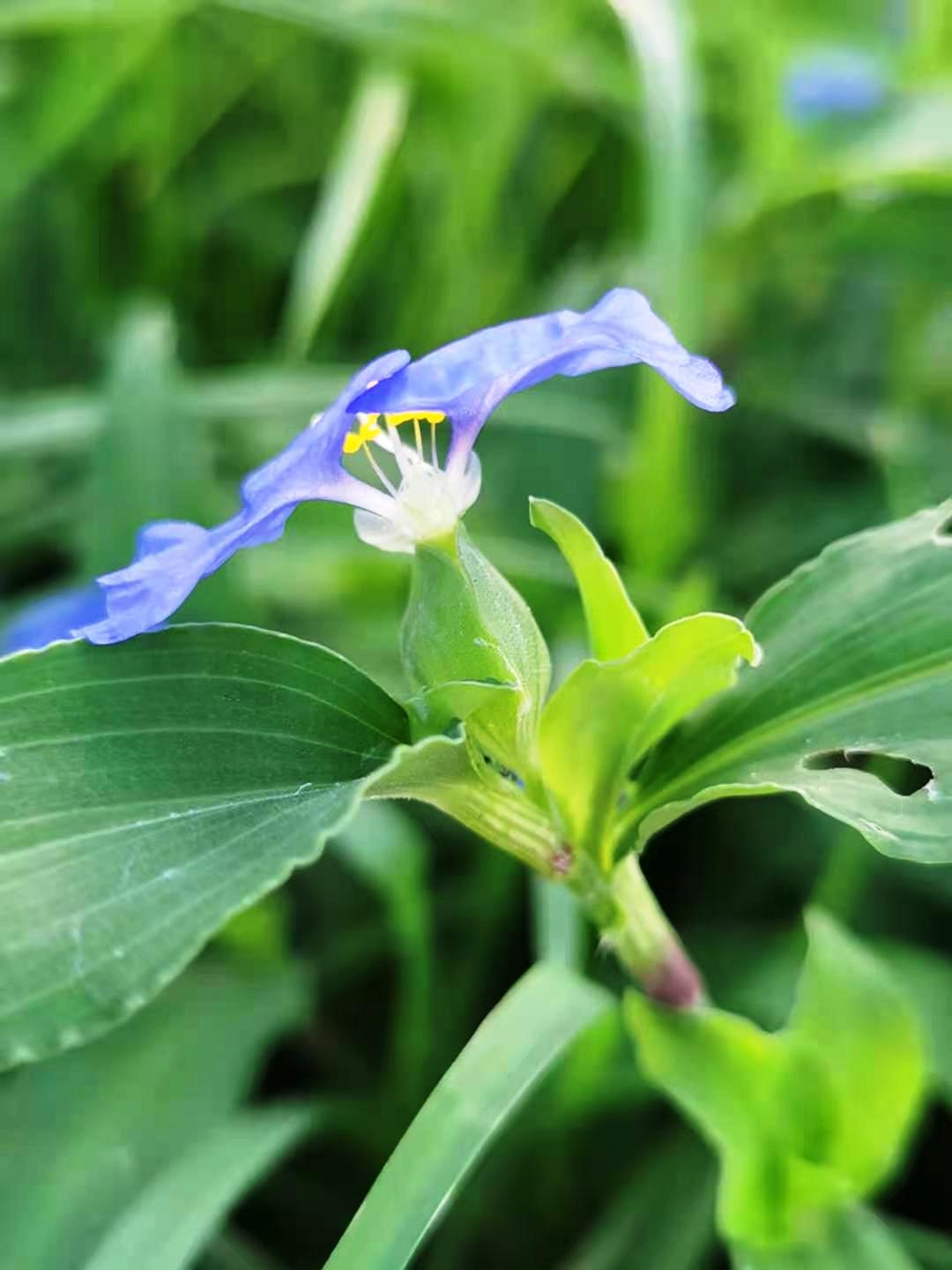
Trois sépales membraneux.